# Bosquerola de Grace
La bosquerola de Grace (Setophaga graciae) és un ocell de la família dels parúlids (Parulidae).

## Hàbitat i distribució
Habita els boscos de pins, bosc mixte i sabanes amb pins als Estats Units, des del sud de Nevada, sud d’Utah, sud-oest de Colorado, nord de Nou Mèxic i oest de Texas cap al sud, a través de Mèxic, fins Nicaragua.